# Peruíbe
Peruíbe és un municipi de l'estat de São Paulo al Brasil. Forma part de la Regió Metropolitana de la Baixada Santista. La població és de 69.001 habitants (est. 2020) en una àrea de 324,55 quilòmetres quadrats. Peruíbe es troba al sud-oest de la ciutat de São Paulo i a l'oest de Santos.